# Hāto no Kuni no Arisu
Alice in the Country of Hearts (ハートの国のアリス～Wonderful Wonder World～ Hāto no Kuni no Arisu ~Wandafuru Wandā Wārudo~?) es una novela visual japonesa orientada a las mujeres desarrollada por Quin Rose. El juego es una reimaginación de Las aventuras de Alicia en el país de las maravillas y A través del espejo y lo que Alicia encontró allí de Lewis Carroll. Hubo múltiples juegos secuelas, así como múltiples series de manga, autorizadas en Norteamérica originalmente por Tokyopop y luego por Yen Press y Seven Seas Entertainment. Se anunció un OVA para noviembre de 2008, pero luego se retrasó. Una película de anime producida por Asahi Production se estrenó en los cines japoneses en julio de 2011. 

## Argumento
Alice Liddell es una niña insegura que se ve ensombrecida por la belleza y la gracia de su hermana. Durante una de sus salidas, la hermana de Alice va a buscar un mazo de cartas para un juego mientras Alice se duerme. Cuando llega un conejo blanco y la alienta a perseguirlo, Alice supone que está soñando e intenta volver a tomar una siesta hasta que el conejo se convierte en un hombre con orejas de conejo blanco y se la lleva. Peter White (el Conejo Blanco) arroja a Alice a un agujero que aparece en su patio y salta tras ella. Cuando aterrizan en un área extraña y abierta, Peter comienza a confesar su amor eterno por ella. Él le dice que tome una 'medicina', pero cuando ella se niega, él simplemente vierte el líquido en su boca y luego la besa, obligándola a tomarlo. Más tarde se reveló que quien bebe este medicamento, participa en un juego, dice Peter. Alice se entera de que está en el País de las Maravillas y que la única forma en que podría regresar a su mundo es interactuar y pasar tiempo con las personas extrañas en el País de las Maravillas, que lentamente vuelve a llenar el vial. Sin embargo, el País de las Maravillas está pasando por tiempos violentos: todos son imprudentes e indiferentes con respecto a quién vive o muere, y con una guerra civil en curso, todos en el mundo extraño encuentran difícil confiar el uno en el otro con el instinto de matar. 
El País de las Maravillas se divide en varios reinos, y la mayoría de las acciones tienen lugar en el "País de los Corazones". Este, a su vez, está dividido en tres territorios principales: El Castillo de Corazones, gobernado por Vivaldi (la Reina de Corazones), con la asistencia de Peter White (que sirve como Primer Ministro) y Ace (el Caballero de Corazones), el espadachín más hábil del País de las Maravillas; La Mansión del Sombrerero, hogar de la mafia del País de las Maravillas, dirigida por Blood Dupre (el Sombrerero), con la ayuda de su segundo al mando Elliot March (la Liebre de Marzo) y sus guardianes Tweedledee y Tweedledum (Tweedle Dee y Tweedle Dum) ; y el Parque de Diversiones, dirigido por el marqués Mary Gowland (la Duquesa) con la ayuda de un gato punk, Boris Airay (el gato de Cheshire). Los tres territorios están en guerra entre sí, siendo la única área neutral la Torre del Reloj en el centro del País de los Corazones. Alice se muda a la Torre y termina viviendo y ayudando a Julius Monrey, cuyo trabajo es reparar relojes, que funcionan como los corazones de los habitantes del País de las Maravillas. Como resultado, se lo considera el funerario de Wonderland y da vida a los nuevos residentes una vez que se reparan los relojes. También aparece en la serie el enfermizo Nightmare Gottschalk (la Oruga Azul), un demonio de los sueños que es la encarnación de los malos sueños y el gobernante del vecino 'Reino de Tréboles'.

## Personajes

### Alice Liddell
Alice Liddell (アリス＝リデル Arisu Rideru?)
Seiyū: Rie Kugimiya (película de anime)
Uno de los pocos personajes que son similares en personalidad, apariencia física y reacciones al libro original, Alice es el personaje principal de la serie. Ella reacciona a todo un poco más realista que la Alice original, cuestionando su entorno, sin embargo, todavía es soñadora y distraída. Muchos de los otros personajes notan que Alice los conduce involuntariamente. Sus puntos de vista sobre la vida en general la han convertido en una parte valiosa de la vida del país de las maravillas. Los habitantes se enamoran de ella porque ella valora la vida, no como las personas que viven allí. A menudo considera regresar a casa, pero se disuade por los dolorosos dolores de cabeza inducidos por Nightmare cada vez que intenta recordar los recuerdos de sus hermanas Edith y Lorina o si considera si ha visto Blood antes o no. En el manga, ella elige residir en la neutral Torre del Reloj con Julius Monrey. Está basada en el personaje del libro original de Lewis Carroll, que lleva el nombre de la amiga de Carroll, Alice Liddell.

### País de corazones
El País de Corazones es el escenario principal de la serie Alicia en el País de Corazones y la primera ubicación del País de las Maravillas que ella visita. La mayoría de los personajes de la serie son originarios de este país. El país tiene la propiedad inusual de cambiar la hora del día aleatoriamente
Blood Dupre (ブラッド＝デュプレ Buraddo Dupure?)
Seiyū: Katsuyuki Konishi
Líder de los Sombrereros, Blood es encantador, coqueto, relajado y ama el té negro, pero no se parece en nada al Sombrerero Loco, el personaje que representa. Él gobierna el área de la Mansión del Sombrerero, uno de los territorios involucrados en la guerra civil. Mary Gowland, el dueño del Parque de Diversiones, lo odia por dar a conocer su nombre en la Tierra de Corazones. Alice se sorprende del parecido extremo que tiene con su exnovio, el cual es obra de Nightmare aunque se desconocen sus razones para hacerlo. Al principio, Blood afirma que no tiene intención de amar a Alice, incluso intenta estrangularla en un punto, y le dispara durante un baile en el castillo de Vivaldi. Sin embargo, al igual que muchos otros, Blood desarrolla un fuerte interés en ella y antagoniza con Julius solo para que Alice lo deje y se quede con él, aunque en realidad nunca abandona la Torre del Reloj. Incluso se sugiere más adelante en el manga que Blood está celoso y dirige sus sentimientos negativos hacia Alice. En los juegos, es un poco menos violento con Alice que en el manga. Comparten un beso al final del manga. Él y Vivaldi son hermanos. El arma de Blood es un rifle
Elliot March (エリオット＝マーチ Eriotto Māchi?)
Seiyū: Tsuguo Mogami
Además de tener un par de orejas de liebre marrón, Elliot no comparte semejanzas con la Liebre de marzo, en la que se basa. Primero parece dispuesto a ayudar a Alice, hasta que apunta su arma hacia ella y dice que quiere "probar su nueva arma". En el manga, Elliot aparece una persona amable y dulce con la voluntad de matar personas sin dudarlo. Elliot se dedica a servir a Blood, debido a de que le ayudó a a escapar de La Prisión por un pecado terrible. Él había destruido el reloj de su amigo (la gente del País de las Maravillas tiene relojes en lugar de corazones, y cuando se reparan se convierten en una nueva persona), como este había deseado. Debido a que se necesitan reemplazos constantes, el acto de destruir un reloj es un tabú y fue encarcelado. Elliot afirma constantemente que no es un conejo y detesta las zanahorias, a pesar de que a lo largo de la serie se le ve comiendo platos, dulces y bebidas preparados con zanahorias. Su principal arma es una pistola.
Tweedle Dee and Tweedle Dum (トゥイードル＝ディー、トゥイードル＝ダム Tuīdoru Dī, Tuīdoru Damu?)
Seiyū: Jun Fukuyama
Gemelos basados en los personajes Tweedledum y Tweedledee que además de ser gemelos y terminar las oraciones de los demás en ocasiones, no se parecen ni actúan como sus contrapartes. Dee y Dum son los jóvenes guardianes de la Mansión del Sombrerero. Debido a su corta edad suelen relajarse durante su trabajo (algo que les recrimina Elliot en múltiples ocasiones), prefiriendo gastar bromas a otros o ir donde Boris y jugar con él. Aman el dinero y los asesinatos. Tienen tendencias violentas y trataron de matar a Alice al conocerla, pensando que cortarle el cuello sería un juego divertido. No creen que la vida sea importante (ni siquiera la de Alice) pensando que, como todos los demás, tendrá un reemplazo. En el segundo juego Clover no Kuni no Alice, se revela que pueden transformarse en adultos a voluntad. Ambos gemelos empuñan un hacha.
Boris Airay (ボリス＝エレイ Borisu Erei?)
Seiyū: Noriaki Sugiyama
Boris es la contraparte del gato de Cheshire; Al igual que el personaje en el que se basa, Boris ama los acertijos. Tiene orejas de gato funcionales y una cola, varios pírsines y tatuajes. Acompaña sus atuendos con una boa rosa y un collar con una cadena. Boris trabaja en el área de Parques de Diversiones para Mary Gowland. Aunque es un personaje astuto y tortuoso con una personalidad infantil, se vuelve cercano a Alice. Él es amigo de Dee y Dum (a pesar del hecho de que trabajan para grupos opuestos) e incluso va a la Mansión del Sombrerero para celebrar fiestas de té e interactuar con Elliot y Blood. También ha logrado colarse en el Castillo de Corazones en más de una ocasión. Cuando se le acabó la suerte, Alice lo encontró gravemente herido y ensangrentado, y después de una reprimenda de Alice, Boris prometió cambiar sus formas descuidadas y despiadadas por el bien de Alice. Cuando Ace amenaza con matar a Alice, Boris solo le dispara a sus pies y le dice: "No puedo matarte porque eso entristecería a Alice". Como muchos otros en la Tierra de Corazones, también se enamora de Alice. Posee una gran colección de armas.
Mary Gowland (メリー＝ゴーランド Merī Gōrando?)
Seiyū: Kenyu Horiuchi
Jefe del Parque de Diversiones. Gowland es una parodia de La Duquesa, ya que es un marqués y semi propietario del Gato de Cheshire. Suele enojarse con Boris por dejar el piso manchado de sangre cuando regresa de alguna de sus correrías aunque disfruta de su compañía tanto como la de Alice. Es un hombre mayor con cambios de humor, pero generalmente es una persona alegre y muy social. Tiene un violín que se convierte en un rifle de tamaño variable a voluntad, aunque no tiene talento para tocarlo. Invita a Alice a venir al parque cada vez que guste y la visita de vez en cuando en la Torre del Reloj. Gowland es el archienemigo de Blood Dupre, dado que reveló su nombre completo, el cual suena como Merry-go-round (carrusel). Dupre parece disfrutar de provocar la ira de Gowland, por lo que generalmente lo insulta o se burla de su nombre.
Vivaldi (ビバルディ Bibarudi?)
Seiyū : Yuhko Kaida
Vivaldi se basa en La Reina de Corazones. Nominalmente es, junto con el Rey de Corazones, la gobernante del país aunque en la realidad su poder no alcanza a los demás territorios dentro del reino, lo cual ha desencadenado una guerra civil entre estos (con excepción de la Torre del Reloj). Al igual que el personaje del libro de Carroll, ella regularmente ordena la decapitación de los sirvientes por los más pequeños percances. Tiende a usar el plural mayestático y es exigente y peligrosa. Una mujer hermosa y serena que muestra poca emoción, exponiendo sus sentimientos únicamente a Blood y Alice. Le encantan las cosas lindas y tiene una habitación secreta llena de peluches la cual es conocida únicamente por un selecto grupo de criadas y Alice. Vivaldi es la hermana mayor de Blood. Ambos fueron escogidos como líderes de facción cuando todavía eran niños. Es la única persona, aparte de Alice, que puede mantener a Peter en línea. Vivaldi no tiene arma
Peter White (ペーター＝ホワイト Pētā Howaito?)
Seiyū: Kōki Miyata
Además de tener un par de orejas de conejo blanco, usar un reloj y un abrigo de traje, tiene poco en común con el Conejo Blanco en el que se basa. Él es el primero en conocer a Alice y afirma estar desesperadamente enamorado de ella. Debido a sus tendencias sociópatas no dudará en matar a cualquiera que no le agrade, especialmente si se interponen entre él y Alice. Alice menciona que lo odia, pero él persiste en ganarse su amor. Puede convertirse en un conejo real, lo que hace para ganarse el afecto de Alice ya que ella tiene una debilidad por esta forma. Trabaja para la Reina de Corazones como Primer Ministro. A menudo lo atrapan rimando mientras habla, sin embargo, en la versión original se le escucha hablar con normalidad. Parece que él y Nightmare saben por qué Alice fue traída a su mundo y de alguna manera está conectado con su hermana mayor. El arma preferida de Peter es una pistola que cuelga de su cinturón.
Ace (エース Ēsu?)
Seiyū: Daisuke Hirakawa
Ace es un personaje original, aunque posiblemente esté basado en la sota. Él es el Caballero del Castillo de Corazones y es considerado el espadachín más hábil del País de las Maravillas, pero tiene un sentido de dirección notoriamente malo y a menudo olvida cómo llegar a cualquier lugar. Aparentemente inofensivo al principio, se vuelve más desviado con el tiempo y demuestra una tendencia a la violencia. Se revela que sus aventuras secretas son asesinatos de personas que el Joker o el Relojero le ordenan; él ayuda a Julius Monrey a recolectar los relojes de personas que han muerto mientras mata a aquellos que se interponen en su camino. Ace es uno de los primeros personajes en admitir que no tiene ningún interés romántico en Alice, aunque eso cambia poco después. A pesar de confesar que ama a Alice, ella aún recuerda que la usó como escudo cuando Peter amenazó con dispararle. Casi mata a Alice porque ella está cambiando a todos en el País de las Maravillas, pero menciona que si la mata, ya no podrá escuchar sus latidos, por lo que cambia de opinión. También se revela que es el director de La Prisión del País de las Maravillas (misma en la que estuvo encerrado Elliot March). Ace es experto con la espada pero usará una pistola si tiene que.
Julius Monrey (ユリウス＝モンレー Yuriusu Monrē?)
Voiced Por: Takehito Koyasu
Julius es un personaje original , aunque posiblemente representa al Tiempo (quien tiene una discusión con el Sombrero Loco en el libro original).  Es el encargado del único distrito neutral: la Torre del Reloj. Como reparador de relojes, se le considera el funerario del País de la Maravillas. Es quien da vida a los nuevos habitantes del reino.  Julius es el personaje más cercano a Alice y esta confía plenamente en él, prefiriendo quedarse en la Torre del Reloj que en cualquier otro sitio. Mientras parece ser apático y antisocial, varios personajes mencionan lo mucho que le tiene que gustar Alice dado que cedió una habitación para quedarse con él. Más tarde, Julius muestra celos hacia los otros hombres que interactúan con Alice, aunque le deja ir a donde quiera. Alice menciona que Julius es un adicto al trabajo, teniendo extensos periodos de tiempo sin alimento o sueño, llegando al extremo de colapsar en el piso.  Está visto que a Julius no le gustan las montañas rusas, las multitudes, ni Blood Dupre. Utiliza una pistola

### País de Tréboles
El País de Tréboles es el escenario principal de Alicia en el País de Tréboles, la secuela de Alicia en el País de los Corazones, y se presenta la segunda ubicación del País de las Maravillas. Si bien el juego retiene a la mayoría de los personajes del País de Corazones, elimina a Julius Monrey y Mary Gowland en favor de dos nuevos personajes, Pierce Villiers y Gray Ringmarc. Nightmare y Joker, que también aparecieron en la anterior entrega, tienen papeles más importantes en esta historia. Mientras que el Reino de Corazones se caracteriza por sus cambios de horario imprevistos, en este país las estaciones pueden variar indistintamente. 
Pierce Villiers (ピアス＝ヴィリエ Piasu Virie?)
Seiyū: Sōichirō Hoshi
Pierce es la contraparte del lirón y es el enterrador de los Sombrereros. Tiene orejas de ratón funcionales y una cola. Sufre de insomnio como resultado de beber constantemente café, hábito que desarrolló para mantenerse despierto  evitar ser comido por Boris. Solía trabajar para Blood, pero se escapó antes del comienzo de la serie debido al terror que Boris y los gemelos le infligían. Le agrada Nightmare porque lo ayuda a dormir (le hace ver sueños calmados y felices) y a menudo se preocupa su salud. Le gustan Peter y Elliot porque no se siente amenazado con los conejos. En un capítulo lateral del manga, intenta besar a Alice tan pronto la conoce. Alice lo golpea en la cara en respuesta y le pregunta si intenta besar a extraños con frecuencia.
Gray Ringmarc (グレイ＝リングマーク Gurei Ringumāku?)
Seiyū: Kazuya Nakai
Gray se basa en el Lagarto del libro original . Trabaja para Nightmare, aunque a menudo sus funciones se reducen a actuar como una especie de niñera que obliga a Nightmare a hacer su trabajo. Tiende a ser un adicto al trabajo, lo que empuja a sus subordinados a hacer lo mismo. En contraste, es un pobre cocinero y artista, a pesar de sus mejores esfuerzos. Por naturaleza, Gray es un hombre amable que se preocupa por las personas y los animales, pero también es un exasesino y un combatiente mortal. Como resultado, él es involuntariamente el compañero de entrenamiento designado de Ace, ya que es el único que puede igualar la habilidad del Caballero de Corazones. Gray a menudo se compara y se ve a sí mismo como inferior a Julius, particularmente en lo que respecta a su relación con Alice.
Nightmare Gottschalk (ナイトメア＝ゴットシャルク Naitomea Gottosharuku?)
Seiyū: Tomokazu Sugita
Nightmare se basa en La Oruga Azul del original Alicia en el País de las Maravillas. Generalmente se ve cuando Alice está durmiendo. Durante el segundo arco llega a la Torre del Reloj con residente. Él fue quien permitió que Peter trajera a Alicia al País de las Maravillas. Se llama a sí mismo "Incubo", alegando que es la encarnación de los malos sueños. Él interactúa principalmente con Alice, pero también aparece ante Peter, Julius y Blood. Parece que él (además de Peter) sabe por qué Alice fue enviada a su mundo y también dice tener sentimientos por ella. A pesar de padecer tuberculosis y toser sangre constantemente se niega a recibir tratamiento, debido a que tiene un profundo odio y temor hacia los médicos y hospitales. Lleva un parche en el ojo por razones no mencionadas y parece no tener ningún arma. En el segundo juego Clover no Kuni, se revela que es el jefe de la Torre del Trébol.

### País de Diamantes
El País de Diamantes es el tercer escenario de la serie y se trata más bien de una línea del tiempo alterna al primer arco en lugar de ser otra región del País de las Maravillas. Lo anterior implica que Peter White no aparece y como resultado Alice debe empezar de nuevo su recorrido para poser salir de ese mundo. Mientras que varios personajes principales regresan de los dos primeros juegos, muchos aparecen en diferentes formas de sus apariciones anteriores. En este nuevo arco se presentan tres nuevos personajes, que ocupan el espacio de Vivaldi, Peter White y Mary Gowland. 
Crysta Snowpigeon (クリスタ＝スノーピジョン Kurisuta Sunōpijen?)
Seiyū: Sanae Kobayashi
La Reina del País de Diamantes, Crysta sirve como la contraparte de Vivaldi en esta parte de la historia. Aunque parece tan inmaculada como una paloma blanca, su aspecto limpio y ordenado esconde una personalidad lejos de ser pacífica. Le gusta congelar aquellas cosas que encuentra lindas o interesantes y ha hecho una colección de ellas (entre las que se puede encontrar al Rey de Diamantes). Alice y Nightmare actualmente figuran entre las dos cosas que más quiere congelar para agregar a su colección. Al igual que con muchas personas en el País de Diamantes, ella puede aparecer en forma infantil en ciertos momentos y en forma adulta en otros. A diferencia se Vivaldi, Crysta puede usar armas de fuego de manera efectiva.
Sidney Black (シドニー＝ブラック Shidoni Burakku?)
Seiyū: Kosuke Toriumi
Sidney Black es el Conejo Negro y el Primer Ministro del Castillo de Diamantes. A diferencia de Peter White, Sidney desprecia a Alice y resulta ser muy profesional cuando se trata de hacer su trabajo, aunque es muy nervioso y se irrita muy fácilmente. Odia el color blanco y quiere pintar todo de negro, pero soporta el amor de la Reina del Diamante por el blanco como su fiel subordinado. Para su disgusto, su cabello se vuelve blanco cuando está estresado, lo que (irónicamente) aumenta su estrés. Como contraparte de Peter, tiene el pelo corto y negro y parece ser un conejo de orejas caídas, largas y suaves.
Jericho Bermuda (ジェリコ＝バミューダ Jeriko Bamuda?)
Seiyū: Rikiya Koyama
Jericho Bermuda es el sepulturero y jefe de la Galería de Arte en el País de Diamantes. Basado en el Dodo de la historia original, Jericho es el jefe de otro grupo de la mafia que está en conflicto con la Mansión del Sombrerero, lo que lo deja bastante ocupado. Debido a su papel y reputación, la gente se refiere a él como el "Hombre ya muerto". Como jefe de la Galería es muy cercano a sus subordinados (todo lo contrario de Blood) lo que se refleja en la lealtad y confianza que estos le profesan. Su arma principal es una pistola.

### Otros
Joker (ジョーカー Jōkā?)
Seiyū: Akira Ishida
Un personaje enigmático que el jugador debe visitar y  jugar un juego de cartas para cambiar la temporada en el juego Alice in the Country of Joker . El maestro del Circo y el jefe de la Prisión del País de las Maravillas. Los otros titulares de roles no lo aprecian, pero Alice lo respeta. Existen dos de ellos dentro de la historia: uno es un hombre cortés y modesto, mientras que su contraparte es malhumorada y condescendiente. También afirma que Alice lo necesita. Para distinguirlos, Alice se refiere al Joker que actúa como el maestro del Circo como "White", mientras que el Joker que actúa como el director de la prisión lo nombra "Black". Aunque "Black" parece ser más amenazante que su compañero, "White" es el más peligroso de los dos. En Joker no Kuni, se les ve ejecutando a la hermana mayor de Alice, que simboliza todos los recuerdos de Alice que tuvieron lugar antes de que llegara al País de las Maravillas.
Lorina Liddell (ロリーナ＝リデル Rorina Rideru?)
Seiyū: Mika Kanda
Lorina es la hermana mayor de Alice. Una joven elegante a la que Alice admira pero que igualmente la hace sentir insegura. La incapacidad de Alice para dejar el País de las Maravillas está relacionada con recuerdos dolorosos relacionados con Lorina y el exnovio de Alice, que continúa molestándola cada vez que intenta recordar. Aunque Alice cree que su hermana se quedó fuera del País de las Maravillas, la aparición de Lorina en La Prisión revela la verdadera razón detrás de por qué Alice siente dolor cada vez que intenta recordar a Lorina. Lorina se basa en la hermana mayor de Alice en las novelas originales, quien se basa en la hermana mayor de Alice Liddell, Lorina, quien también era amiga de Lewis Carroll .
Edith Liddell (イーディス＝リデル Iideisu Rideru?)
Edith es la hermana menor de Alice, cuyo recuerdo también le causa dolor. Se dice que asiste a un internado al comienzo de la historia, por lo que no acompaña a Alice y Lorina durante la excursión que lleva a Alice al País de las Maravillas. El único recuerdo conocido de Alice de Edith involucra a Edith recriminando a Alice por no llorar en el funeral de su madre. Edith lleva el nombre de Edith Liddell, la hermana menor de Alice Liddell y amiga de Lewis Carroll .
El Rey (キング Kingu?)
Conocido también como el Rey de Corazones (ハートの王 Haato no Ou?) , es otro papel entre los residentes del País de las Maravillas, aunque sea menor. Él y Vivaldi no están casados ya que sus nombramientos son meros roles, aunque Vivaldi expresa celos de que el Rey tenga una amante. Misma que ordenó decapitar pero fue salvada por el perdón el rey. El Rey es representado como un hombre amable y anciano que se asemeja a su contraparte en los libros de Carroll. Debido a que Vivaldi tiene el poder real en el castillo, no tiene mucha presencia, aunque en realidad es una persona muy talentosa y mucho más capaz que Peter. En el País de Tréboles posee una apariencia mucho más joven.
Otros
La mayoría de la gente del País de las Maravillas son sirvientes y guardias. Son hombres y mujeres que se ven iguales, además sus uniformes que representan la ubicación de su distrito. No tienen ojos, se ven y visten igual que los otros sirvientes de sus territorios. Los líderes del País de las Maravillas piensan que estas personas no son importantes e idénticas, pero Alice puede reconocer sus diferencias individuales. En el manga, a los sin rostro no se les dan nombres mientras que en los juegos, hay casos en los que los sin rostro tienen nombres propios.
Además de los sirvientes, también hay ciudadanos normales que no tienen roles en el 'juego' del País de las Maravillas. Las personas sin roles no tienen ojos y poco para diferenciar entre ellos. Vivaldi y Blood alguna vez fueron niños normales sin roles. Entre los ciudadanos hay algunos rebeldes que intentan destruir los relojes de sus amigos para que no puedan ser reemplazados (como hizo Elliot March).

## Medios de comunicación

### Novelas visuales
Heart no Kuni no Alice: Wonderful Wonder World es una novela visual orientada a las mujeres desarrollada por Quin Rose y lanzada el 14 de febrero de 2007 en una PC con Microsoft Windows. El juego es una reimaginación del clásico Alice's Adventures in Wonderland de Lewis Carroll. Prototype portó el juego a PlayStation 2 (PS2) el 18 de septiembre de 2008, y PlayStation Portable (PSP) el 30 de julio de 2009. Una versión en inglés del juego, bajo el título Alice in the Heart: Wonderful Wonder World, fue lanzado para dispositivos iOS y Android, con la traducción realizada por Artmove.
Quin Rose lanzó una secuela de Heart no Kuni no Alice titulada Clover no Kuni no Alice: Wonderful Wonder World el 25 de diciembre de 2007 jugable en una PC con Windows. Prototype portó el juego a la PS2 el 15 de abril de 2010 y a la PSP el 31 de marzo de 2011. Sigue el primer juego bajo la suposición de que Alice no se enamoró de nadie, manteniendo solo la amistad con los personajes principales. Como resultado, ella permanece en el País de las Maravillas y el escenario se mueve del País del Corazón al País del Trébol. Clover no Kuni no Alice reemplaza a Julius Monrey y Mary Gowland con Pierce Villiers, la representación del Lirón, y Gray Ringmarc, la mano derecha de Nightmare que trabaja más en la capacidad de una niñera para su maestro. Heart and Clover fueron acompañados por un tercer juego, el fan-disc Joker no Kuni no Alice: Wonderful Wonder World desarrollado por Quin Rose y lanzado el 31 de octubre de 2009 para jugar en una PC con Windows. Joker no Kuni no Alice es una historia paralela de los dos primeros juegos y reintroduce a Julius Monrey y Mary Gowland. 
En marzo de 2010, Anniversary no Kuni no Alice: Wonderful Wonder World (アニバーサリーの国のアリス～Wonderful Wonder World～?)  se lanzó para Windows como una nueva versión de Heart no Kuni no Alice con CG rediseñados y nuevas rutas de personajes. En julio de 2011 se lanzó una versión para PSP. El juego fue seguido por Omochabako no Kuni no Alice: Wonderful Wonder World (おもちゃ箱の国のアリス～Wonderful Wonder World～?)  como otro disco de fanes para la PSP en diciembre de 2011 que involucra 26 arcos de historias diferentes. Diamond no Kuni no Alice: Wonderful Wonder World (ダイヤの国のアリス～Wonderful Wonder World～?)  fue lanzado el 20 de diciembre de 2012 para PSP como la secuela de Clover no Kuni no Alice e introdujo nuevos personajes y una nueva región en el país de las maravillas. Una secuela de Diamond titulada Diamond no Kuni no Alice: Wonderful Mirror World (ダイヤの国のアリス～Wonderful Mirror World～?)  fue lanzado el 25 de julio de 2013 para la PSP. El 29 de mayo de 2014, se lanzó una secuela de Heart no Kuni no Alice y su disco de fanes titulado Heart no Kuni no Alice: Wonderful Twin World .

### Manga
Una adaptación de manga ilustrada por Soumei Hoshino se serializó en Monthly Comic Avarus de Mag Garden entre los números de octubre de 2007 y octubre de 2010. Seis volúmenes de tankōbon fueron publicados por Mag Garden entre el 10 de julio de 2008 y el 15 de diciembre de 2010. El manga fue licenciado en Norteamérica por Tokyopop, que había publicado cinco volúmenes antes de que la licencia volviera a los propietarios. En el Festival de Anime de Nueva York 2011, Yen Press anunció que volverá a lanzar el manga. Alicia en el país de los corazones también tiene licencia en Taiwán por Tong Li Publishing, en Italia por GP Publishing y en Polonia por Studio JG.
Una segunda adaptación de manga ilustrada por Mamenosuke Fujimaru y titulada Joker no Kuni no Alice: Circus to Usotsuki Game comenzó a serializarse en la edición de junio de 2011 de Comic Zero Sum de Ichijinsha. Un recuento alternativo de la historia titulada Alice in the Country of Hearts: My Fanatic Rabbit (ハートの国のアリス ―My Fanatic Rabbit―?), escrito por Owl Shinotsuki e ilustrado por Delico Psyche, se serializó entre 2010 y 2011 en Monthly Comic Avarus. Se lanzaron dos volúmenes en Japón: el primero el 15 de diciembre de 2010 y el segundo el 12 de agosto de 2011. Yen Press publica My Fanatic Rabbit en Norteamérica.

### Novelas
Kōdansha publicó nueve novelas escritas por Yukiko Uozumi entre febrero de 2008 y marzo de 2011. Las primeras tres novelas se basan en el juego original Heart no Kuni no Alice, las siguientes tres se basan en Clover no Kuni no Alice, y las tres últimas se basan en Joker no Kuni no Alice. Ichijinsha publicó seis novelas ligeras escritas por tres autores diferentes, pero todas ilustradas por Nana Fumizuki. La primera novela está escrita por Momoko Komaki y fue publicada en julio de 2008 basada en el juego original Heart no Kuni no Alice. Dos novelas son escritas por Midori Tateyama: la primera está basada en Heart no Kuni no Alice y fue lanzada en diciembre de 2008, y la segunda está basada en Clover no Kuni no Alice y fue publicada en junio de 2009. Tres novelas son escritas por Sana Shirakawa: dos están basadas en Clover no Kuni no Alice y fueron lanzadas en febrero y marzo de 2010, y la tercera está basada en Joker no Kuni no Alice y fue publicada en diciembre de 2010.

### Anime
Una animación de vídeo original del anime adaptación fue anunciado para su lanzamiento en noviembre de 2008, pero QuinRose anunció en su blog que la liberación de producción se retrasó hasta nuevo aviso. Una adaptación de la película de anime titulada Alicia en el país de corazones: Wonderful Wonder World se estrenó en los cines japoneses el 30 de julio de 2011. La película es producida por Asahi Production y dirigida por Hideaki Ōba. 

## Recepción
El manga Heart no Kuni no Alice ocupó el puesto 27 en las listas de Tohan entre el 13 y el 19 de enero de 2009. El tercer volumen del manga ocupó el puesto 25 en las listas de Tohan entre el 8 y el 14 de junio de 2009. Japanator's Dios Len comenta sobre "muchos besos y / o escenas centradas en yaoi porque esta está hecha para un público más femenino".
El primer volumen de la traducción al inglés de Tokyopop de Alicia en el país de corazones fue parte de la lista de best sellers del manga del New York Times durante siete semanas antes de dejar las listas, pero volvió a ingresar unas semanas más tarde durante otras dos semanas en la lista; el volumen alcanzó su punto máximo en el número 5. El primer volumen volvió a ingresar a la tabla en el número 5 durante la semana del 18 al 24 de julio de 2010. El segundo volumen estuvo en las listas durante cuatro semanas, alcanzando el número 6, antes de caer fuera de la clasificación. El tercer volumen fue el octavo lugar en su primera semana, subió al séptimo en su segunda semana, pero cayó al décimo lugar en su tercera semana, donde permaneció durante su cuarta semana.
Ed Sizemore disfrutó de la obra de arte del "niño bonito" y disfrutó de la caracterización de Alice, pero sintió que el resto de la caracterización "psicótica" del reparto hacía que la lectura fuera incómoda. Zack Davisson disfrutó la "sugerencia de que Alice está creando el mundo de fantasía desde su subconsciente, y que las reglas establecidas son suyas", y disfrutó el tratamiento del manga de la historia del juego. Carlo Santos pensó que el manga podía leerse como una sátira sobre harenes inversos, pero sintió que el primer volumen carecía de argumento. leer el segundo volumen, sintió que la trama seguía "sin rumbo", pero disfrutó la exploración de ideas "no canónicas" sobre Wonderland, como lo que le sucede a un personaje de Wonderland después de su muerte.
El lanzamiento en inglés del volumen uno de Yen Press de Alice in the Country of Hearts: My Fanatic Rabbit permaneció en la lista de best sellers de The New York Times Manga durante seis semanas, debutando en el número 7, y subiendo al número 3 antes de caer al número 9.